# Raef LaFrentz
Raef Andrew LaFrentz (né le 29 mai 1976 à Hampton, Iowa) est un joueur américain de basket-ball évoluant au poste d'ailier fort.
Partenaire de Paul Pierce aux Jayhawks du Kansas, il est drafté en 1998.
Intérieur réputé pour la qualité de son tir et pour ses contres, LaFrentz a joué dans plusieurs franchises en NBA : les Nuggets de Denver (1998-2002), les Mavericks de Dallas (2002-2003), les Celtics de Boston (2003-2006), puis les Trail Blazers de Portland (2006-2009).
Il a fait partie de l'équipe des États-Unis qui a participé au championnat du monde 2002.